# 花江镇
花江镇，是中华人民共和国贵州省安顺市关岭布依族苗族自治县下辖的一个乡镇级行政单位。
2015年9月29日，贵州省人民政府批复同意关岭自治县部分乡镇行政区划调整，新设置的花江镇辖原花江镇、板贵乡地域，镇人民政府驻和谐社区。

## 行政区划
花江镇下辖以下地区：
中山社区、和谐社区、和平村、解放村、新桥村、大元村、下哨村、杉木村、养元村、享乐村、永睦村、厂上村、金钟村、蚂蝗村、胜利村、雅石村、锡厂村、曾家湾村、前峰村、半坡村、弄袍村、哨上村、戈林村、下石村、五里村、文山村、云庄村、三家寨村、孔落箐村、坝山村、木工村、牛角井村、新其村、太坪村、田坝村、坡蝉村、文秀村、白泥村、高寨村、多德村、花嘎村、中寨村、小坝村和坪寨村。